# 安东尼奥·巴拉甘
安东尼奥·巴拉甘·费尔南德斯（西班牙語：Antonio Barragán Fernández，1987年6月12日—），西班牙足球運動員，司職右後衞。

## 外部連結
- 華倫西亞官方檔案
- BDFutbol檔案（页面存档备份，存于） （英文）
- Futbolme檔案（页面存档备份，存于） （西班牙文）
- 安东尼奥·巴拉甘 – FIFA國際賽競賽紀錄 (存檔) （英文）
- Transfermarkt檔案（页面存档备份，存于） （英文）
- CiberChe檔案（页面存档备份，存于） （西班牙文）